# 立川史
立川 史（たてかわ ふみひと）は、日本の漫画家。

## 作品
- 未確認ギャグ生命体 たまごっち!（『別冊コロコロコミック』2005年6月号 - 2006年4月号）
- たまごっち!?おやじっち!（『コロコロイチバン!』2号 - 7号）
- プリン番長 プッチン!!（『別冊コロコロコミック』2006年6月号 - 2006年10月号）
- 兄弟戦士 お兄マン!!（『コロコロイチバン!』8号 - 26号）
- ボンクラくん（『別冊コロコロコミック』2008年6月号）
- オレさまゲーマー!ラップくん!（『コロコロイチバン!』2009年11月号 - 2015年8月号）
- ゲーたま!（『コロコロイチバン!』2015年9月号 - 2017年5月号）
- トミカハイパーレスキュー ドライブヘッド 機動救急警察《爆笑編》（『コロコロイチバン!』2017年6月号 - 2018年2月号）
- ゲーム1番!（『コロコロイチバン!』2018年8月号 - 連載中）

| スタブアイコン | サブスタブ | この項目は、まだ閲覧者の調べものの参照としては役立たない、漫画家・漫画原作者に関連した書きかけの項目です。この項目を加筆・訂正などしてくださる協力者を求めています（P:漫画/PJ:漫画家）。 |